# Prosnes
Prosnes és un municipi francès, situat al departament del Marne i a la regió del Gran Est. L'any 2007 tenia 537 habitants.

## Demografia

### Població
El 2007 la població de fet de Prosnes era de 537 persones. Hi havia 178 famílies, de les quals 20 eren unipersonals (8 homes vivint sols i 12 dones vivint soles), 54 parelles sense fills i 104 parelles amb fills.
La població ha evolucionat segons el següent gràfic:
Habitants censats

### Habitatges
El 2007 hi havia 187 habitatges, 178 eren l'habitatge principal de la família, 3 eren segones residències i 5 estaven desocupats. Tots els 187 habitatges eren cases. Dels 178 habitatges principals, 155 estaven ocupats pels seus propietaris, 23 estaven llogats i ocupats pels llogaters i 1 estava cedit a títol gratuït; 10 tenien tres cambres, 34 en tenien quatre i 134 en tenien cinc o més. 163 habitatges disposaven pel capbaix d'una plaça de pàrquing. A 58 habitatges hi havia un automòbil i a 114 n'hi havia dos o més.

### Piràmide de població
La piràmide de població per edats i sexe el 2009 era:
| Homes | Edats   | Dones |
| ----- | ------- | ----- |
| 0     | 95 o +  | 0     |
| 0     | 90 a 94 | 0     |
| 0     | 85 a 89 | 4     |
| 0     | 80 a 84 | 4     |
| 8     | 75 a 79 | 4     |
| 12    | 70 a 74 | 8     |
| 8     | 65 a 69 | 4     |
| 8     | 60 a 64 | 4     |
| 8     | 55 a 59 | 4     |
| 16    | 50 a 54 | 12    |
| 12    | 45 a 49 | 16    |
| 24    | 40 a 44 | 16    |
| 16    | 35 a 39 | 36    |
| 8     | 30 a 34 | 4     |
| 8     | 25 a 29 | 12    |
| 24    | 20 a 24 | 8     |
| 28    | 15 a 19 | 24    |
| 20    | 10 a 14 | 24    |
| 12    | 5 a 9   | 16    |
| 0     | 0 a 4   | 8     |

## Economia
El 2007 la població en edat de treballar era de 355 persones, 295 eren actives i 60 eren inactives. De les 295 persones actives 269 estaven ocupades (156 homes i 113 dones) i 26 estaven aturades (7 homes i 19 dones). De les 60 persones inactives 12 estaven jubilades, 30 estaven estudiant i 18 estaven classificades com a «altres inactius».

### Ingressos
El 2009 a Prosnes hi havia 179 unitats fiscals que integraven 541,5 persones, la mediana anual d'ingressos fiscals per persona era de 20.591 €.

### Activitats econòmiques
Dels 14 establiments que hi havia el 2007, 1 era d'una empresa de fabricació d'altres productes industrials, 5 d'empreses de construcció, 1 d'una empresa de comerç i reparació d'automòbils, 1 d'una empresa d'hostatgeria i restauració, 1 d'una empresa financera, 3 d'empreses de serveis, 1 d'una entitat de l'administració pública i 1 d'una empresa classificada com a «altres activitats de serveis».
Dels 5 establiments de servei als particulars que hi havia el 2009, 1 era una funerària, 3 guixaires pintors i 1 lampisteria.
L'any 2000 a Prosnes hi havia 14 explotacions agrícoles que ocupaven un total de 1.974 hectàrees.

## Poblacions més properes
El següent diagrama mostra les poblacions més properes.